# Méridasonnennymphe
Die Méridasonnennymphe (Heliangelus spencei) oder manchmal auch Diotima ist eine Vogelart aus der Familie der Kolibris (Trochilidae). Der systematische Status ist umstritten. Von den meisten Autoren, wie auch von der IUCN wird die Méridasonnennymphe als Subspezies der Amethystsonnennymphe (Heliangelus amethysticollis) betrachtet. Andere Autoren vermuten abweichend, dass es sich um eine Unterart der Longuemare-Sonnennymphe (Heliangelus clarisse) oder der Orangekehl-Sonnennymphe (Heliangelus mavors) handeln könnte. Die Commission internationale pour les noms français d’oiseaux (CINFO) betrachtet den Vogel als eigene Art Heliangelus spencei. Das South American Check-list Committee (SACC) folgt ebenso dieser Sichtweise. Allerdings verweist es auf den Fakt unzureichender wissenschaftlicher Untersuchungen.

## Merkmale
Die Méridasonnennymphe erreicht eine Körperlänge von etwa 9,5 Zentimetern. Das Oberteil des Männchens ist bronzegrün. Die inneren Steuerfedern sind bronzegrün, während der Rest der Schwanzfedern schwarz sind. Der Scheitel glitzert stahlgrün. Die Kehle und der obere Teil der Brust schimmern violett. Die Brust ziert ein weißer Streifen. Den gelbbraunen Bauch durchziehen grünen Sprenkel. Das Weibchen ähnelt dem Aussehen des Männchens. Die Kehle ist jedoch gelbbraun mit einem rötlichen Querstreifen und bronzegrünen Flecken dazwischen. Der Scheitel ist nur unwesentlich grüner, als der Rest des Oberkörpers. Die seitlichen Steuerfedern weisen aschfahle Punkte auf.

## Habitat
Das Habitat der Méridasonnennymphe ist der Nebelwald und typische Páramovegetation in Höhen zwischen 2000 und 3600 Metern. Zu den Pflanzen, aus denen der Vogel seine Nahrung bezieht, gehören die zur Familie der Heidekrautgewächse gehörende Cavendishia bracteata und Cavendishia pubescens. Das Habitat ist gekennzeichnet durch eine relative Luftfeuchtigkeit, die sie sich zwischen 80 und 100 % bewegt.

## Verhalten
Der Kolibri ist vor allem frühmorgens (etwa 6:00 bis 10:00 Uhr) und spätabends (etwa 16:00 bis 18:00 Uhr) aktiv. Dies liegt daran, da in diesen Tageszeiten die Nektarkonzentration beispielsweise bei C. bracteata und C. pubescens besonders hoch ist. Es wird vermutet, dass der Vogel mit dieser Strategie seinen Energiehaushalt zu optimieren versucht.

## Unterarten
Es ist bisher keine Unterart der Méridasonnennymphe bekannt. Die Art gilt als endemisch in der Cordillera de Mérida. Einige Autoren sehen in Heliangelus spencei eine Unterart von Heliangelus clarisse. Meist wird sie als Unterart Heliangelus amethysticollis spencei betrachtet.

## Etymologie und Forschungsgeschichte
Das Typusexemplar der Méridasonnennymphe wurde in Mérida gesammelt. Jules Bourcier beschrieb die Art unter dem Namen Trochilus Spencei. Später wurde sie der Gattung Heliangelus zugeordnet. Dieser Name leitet sich von den griechischen Worten »hēlios ἥλιος« für »Sonne« und »angelos ἄγγελος« für »Engel, Bote, Gesandter« ab. Das Artepitheton »spencei« ist wahrscheinlich dem Entomologen William Spence (1783–1860) gewidmet. Die Originalbeschreibung enthält aber keine dedizierte Widmung.